# Agrotis subalpina
Agrotis subalpina är en fjärilsart som beskrevs av Franz Dannehl 1925. Agrotis subalpina ingår i släktet Agrotis och familjen nattflyn. Inga underarter finns listade i Catalogue of Life.